# Via Santa Sofia
(Camillo Tutini, Dell'origine e fundazione de' seggi di Napoli, 1644)
Via Santa Sofia è una strada del centro storico di Napoli, dedicata alla Sofia (dal greco antico Σοφία, Sophia), la personificazione della sapienza divina. 
Costituisce l'inizio del decumano superiore, una delle tre strade progettate in epoca greca che attraversavano in tutta la loro lunghezza l'antica Neapolis. Rappresenta quindi uno dei segni ancora oggi più evidenti dell'epoca classica nel capoluogo partenopeo. Lungo il tracciato del decumano superiore infatti, si conservano importanti strutture e mura di epoca greca o romana imperiale, nonché diversi edifici religiosi e civili di primaria importanza, per culminare nell'antico Teatro romano di Neapolis.

## Storia
Durante il periodo medievale, questa arteria cittadina si caratterizzava per la presenza di un'antica porta, l'omonima Porta di Santa Sofia, sede di uno dei Sedili di Napoli. In epoca tardo-antica la porta era molto più interna, posta dove oggi c'è il palazzo arcivescovile, in largo Donnaregina; sotto l'imperatore Costantino la si portò presso la chiesa di Santa Sofia, fondata dallo stesso imperatore intorno al 308 d.C e contenente opere tra le quali si segnalano dipinti di Fabrizio Santafede, Marco Pino e Teodoro D'Errico. 
La strada di Santa Sofia vide il passaggio di diversi personaggi storici. Belisario nel 537 si accampò di fronte alla Porta di Santa Sofia e scoprì un cunicolo dell'antico acquedotto della Bolla. In questo modo entrò di nascosto in città, aprì la Porta di Santa Sofia e conquistò Napoli. Nel 1442 toccò ad Alfonso V d'Aragona conquistare la città, passando per un pozzo vicino alla porta; come Belisario, accampò l'esercito comandato da Diomede Carafa dinanzi a Porta Santa Sofia. Anche lui sfruttò un pozzo che conduceva alla città, indicatogli da due pozzari stanchi del protrarsi dell'assedio, e gli fu facile prendere la città, facendo entrare il resto delle truppe attraverso la porta.
In epoca più recente, la strada ha visto sorgere diversi palazzi di notevole interesse architettonico. Oggi l'intero asse viario è una ZTL, il cui varco di ingresso rappresenta un accesso al centro antico di Napoli., e in cui sorgono alcune istituzioni culturali cittadine, come la Mediateca cittadina, o un teatro di Guarattelle, teatrini di posa composti di pupazzi, sorti a Napoli nel 1600.

## Galleria d'immagini

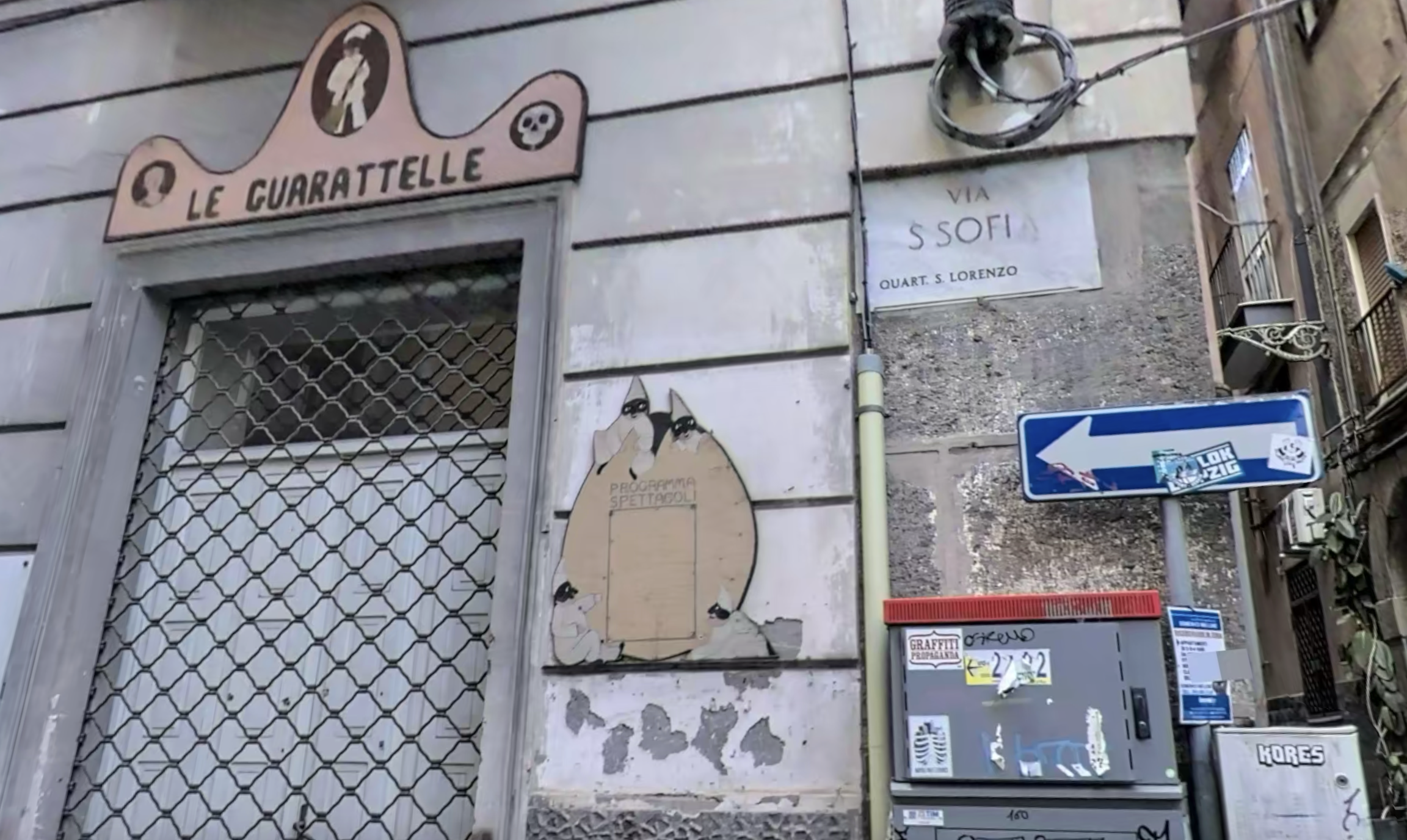
Teatro delle Guarattelle
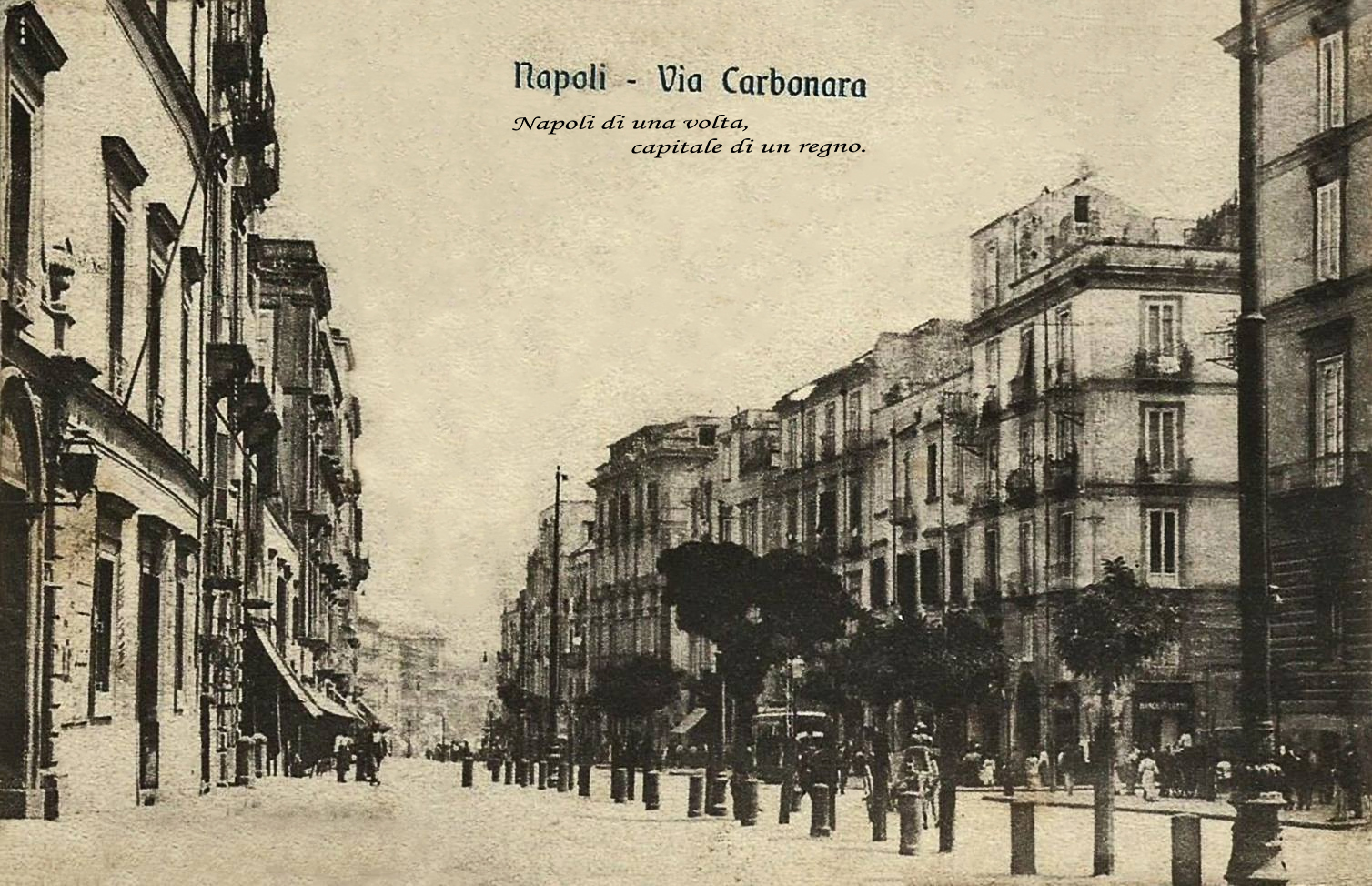
Antica foto di Via Santa Sofia, all'angolo di Via Carbonara
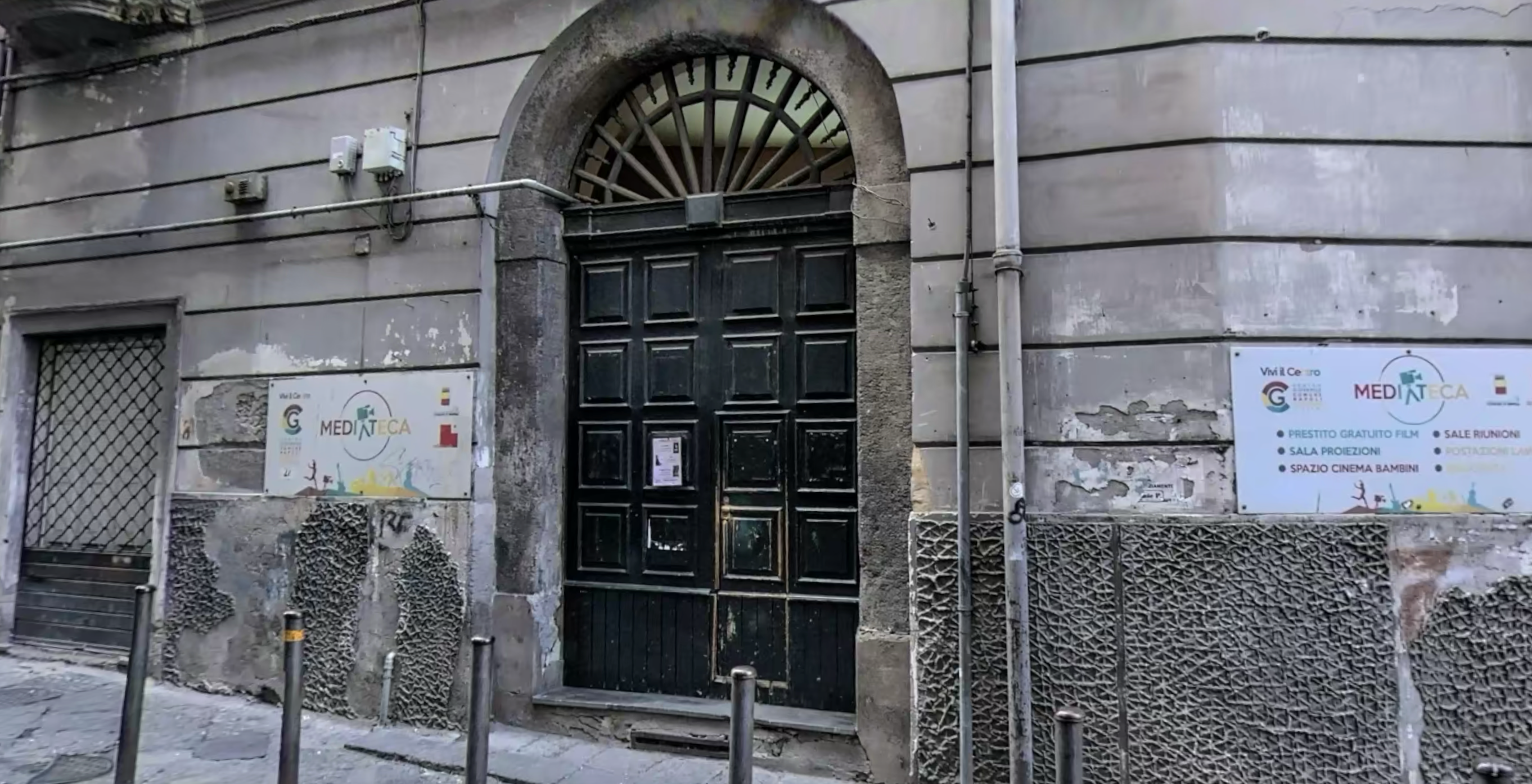
Mediateca di Santa Sofia